# ZC3HAV1
ZC3HAV1‏ (Zinc finger CCCH-type containing, antiviral 1) هوَ بروتين يُشَفر بواسطة جين ZC3HAV1 في الإنسان.